# Grand Prix automobile d'Argentine 1956
GP précédent GP suivant
Le Grand Prix d'Argentine 1956 (IV° Gran Premio de la Republica Argentina), disputé sur le circuit Oscar Alfredo Galvez le 22 janvier 1956, est la quarante-neuvième épreuve du championnat du monde de Formule 1 courue depuis 1950 et la première manche du championnat 1956.

## Contexte avant le Grand Prix

### Le championnat du monde
Depuis 1954, les épreuves retenues pour l'attribution du titre mondial des conducteurs se disputent suivant la réglementation 2,5 litres (moteur 2 500 cm3 atmosphérique ou 750 cm3 suralimenté, carburant libre) de la Formule 1, à l'exception des 500 Miles d'Indianapolis, courus selon l'ancienne formule internationale.
La saison 1955 a été totalement dominée par Mercedes-Benz, dont les voitures se sont imposées en formule 1 (doublé Juan Manuel Fangio / Stirling Moss au championnat du monde) et en endurance. Le constructeur allemand a toutefois pris la décision de mettre un terme à son engagement en sport automobile, tout comme Lancia qui, en difficulté financière, a cédé tout son matériel de compétition à la Scuderia Ferrari. L'année 1956 s'ouvre sur un affrontement entre Ferrari et Maserati, en Grand Prix comme en sport. Après avoir envisagé une retraite sportive, Fangio, triple champion du monde, a finalement décidé de courir pour Ferrari, une décision motivée par la confiscation de ses biens par le nouveau gouvernement argentin. Moss ayant signé pour Maserati, les deux anciens coéquipiers, considérés comme les deux meilleurs pilotes du moment, sont désormais rivaux dans la conquête du titre mondial.
Pour contrer les constructeurs italiens, les Britanniques BRM, Vanwall et Connaught disposent de monoplaces prometteuses, mais dont la mise au point n'est toutefois pas totalement achevée en ce début de saison. Avec très peu de moyens, Amédée Gordini a également progressé dans la conception de sa monoplace à moteur huit cylindres, mais a également renoncé à la campagne sud-américaine. Quant à la prestigieuse marque Bugatti, qui a mis en chantier deux monoplaces à moteur central, elle a pour objectif un retour en compétition à l'occasion du Grand Prix de France en juillet.

### Le circuit

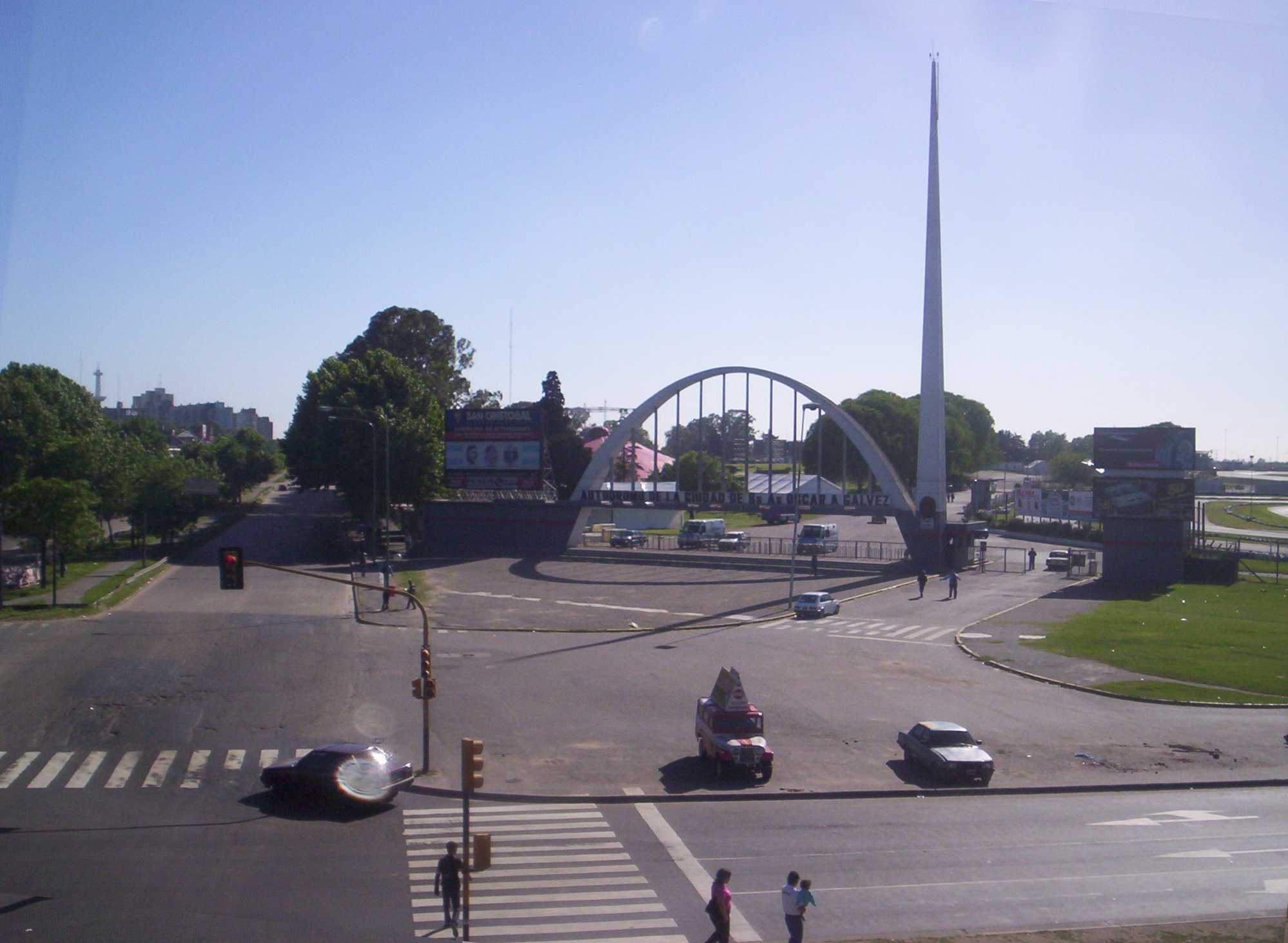
L'entrée du très moderne autodrome du 17 octobre, inauguré en 1952.

C'est une nouvelle fois le tracé numéro deux de l'Autodrome du 17 octobre, long de 3912 mètres, qui a été retenu pour l'épreuve inaugurale du championnat du monde. Inauguré en 1952, ce circuit construit dans les faubourgs de Buenos Aires propose un parcours sinueux dans un environnement très moderne. Les deux éditions précédentes ont été remportées par Juan Manuel Fangio, qui jouit d'une énorme popularité dans son pays.

## Monoplaces en lice
- Ferrari Lancia D50 "Usine"

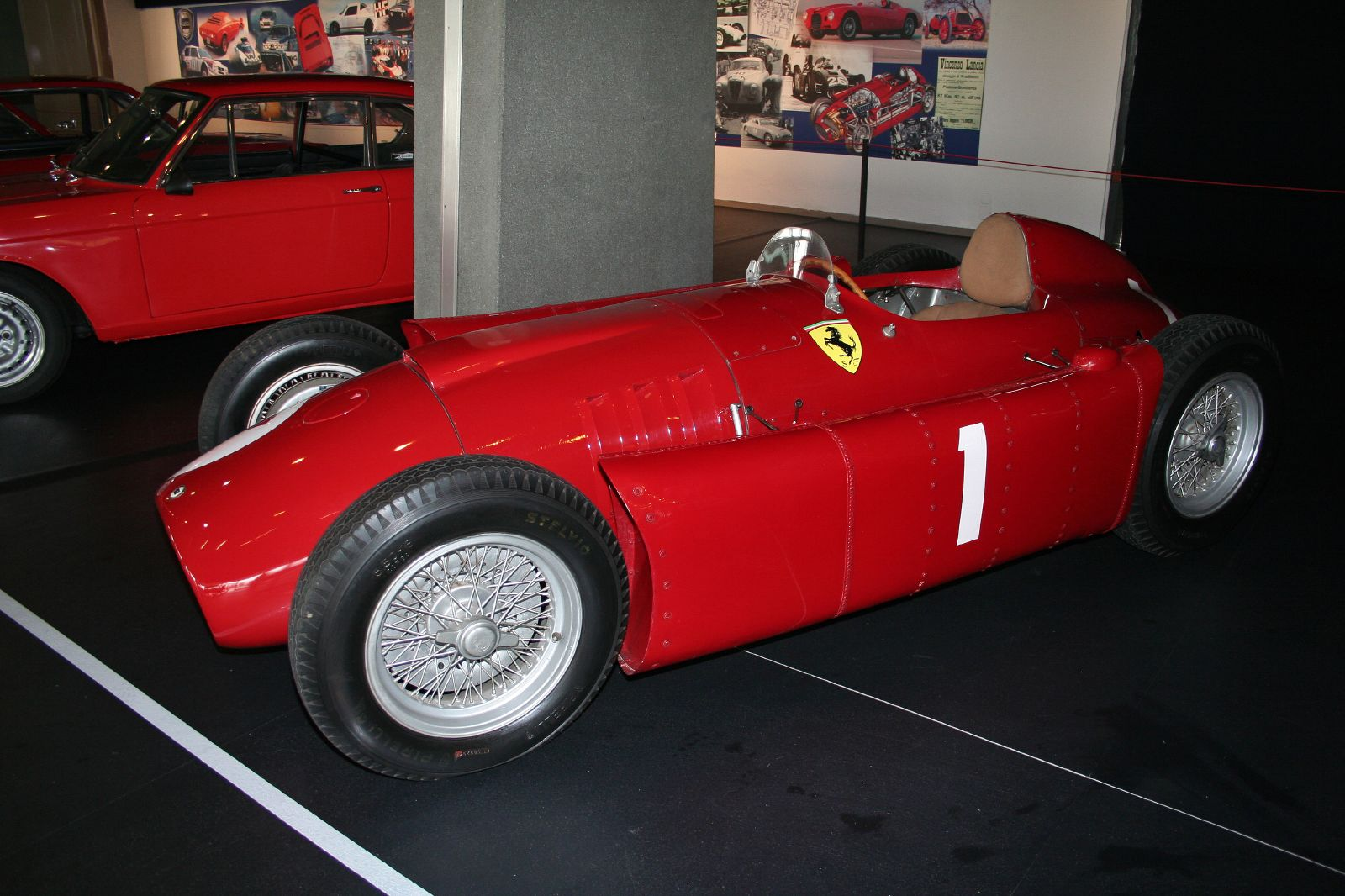
Une Ferrari Lancia D50 dans sa version de base avec réservoirs principaux entre les roues.

Grâce au matériel de course cédé par la Scuderia Lancia à la fin de la saison précédente, bénéficiant de plus d'une aide financière de Fiat, Enzo Ferrari dispose désormais de moyens considérables. Trois des six Lancia D50 construites, rebaptisées Ferrari, ont été amenées en Argentine. Le V8 d'origine Lancia a été légèrement amélioré et développe désormais 270 chevaux. Caractérisées par leurs réservoirs latéraux entre les roues, les D50 se sont montrées dès leurs débuts très performantes mais délicates à piloter. Pour la campagne sud-américaine, deux ont été modifiées : dénommées 'Argentina', ces versions ont le réservoir principal à l'arrière, la contenance des réservoirs latéraux ayant été drastiquement réduite, le volume gagné permettant de loger les échappements sur les côtés, modifications permettant un meilleur contrôle de la voiture, qui pèse désormais 640 kg. Les pilotes les plus expérimentés de la Scuderia pourront disposer de ces monoplaces : le triple champion du monde Juan Manuel Fangio et Luigi Musso sur les versions 'Argentina', Eugenio Castellotti sur la version de base. 
- Ferrari 555 "Usine"

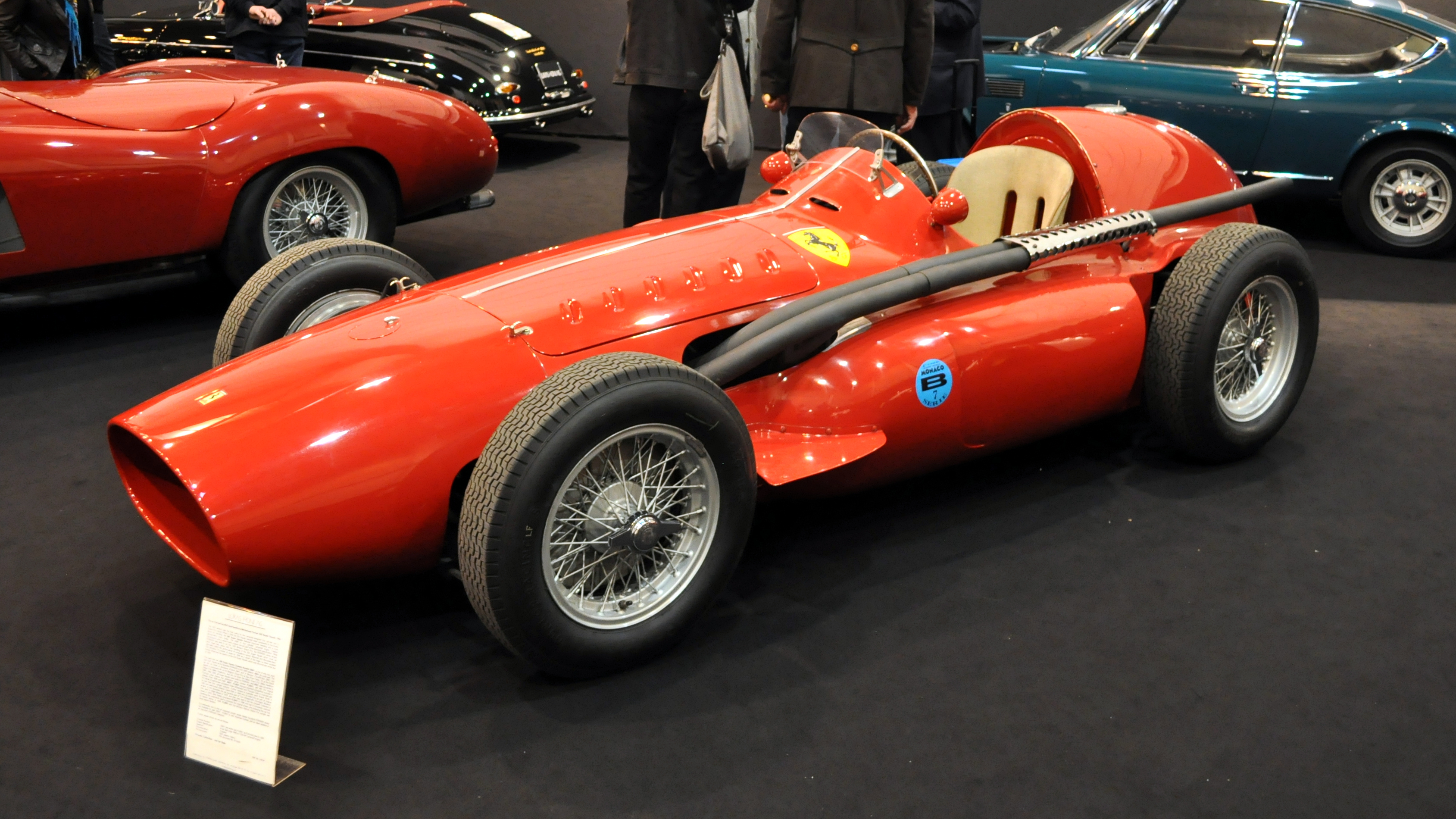
La Ferrari 555 Supersqualo.

Testant différentes solutions techniques, Ferrari a également engagé quatre 555 Supersqualo de l'année précédente, deux équipées du classique quatre cylindres en ligne (plus de 260 chevaux), les deux autres recevant à titre expérimental le V8 de la D50. Une classique est confiée au jeune Britannique Peter Collins, nouveau venu dans l'équipe, une V8 au Belge Olivier Gendebien qui fait ses débuts en Grand Prix, les deux autres voitures étant en réserve.
- Maserati 250F "Usine"

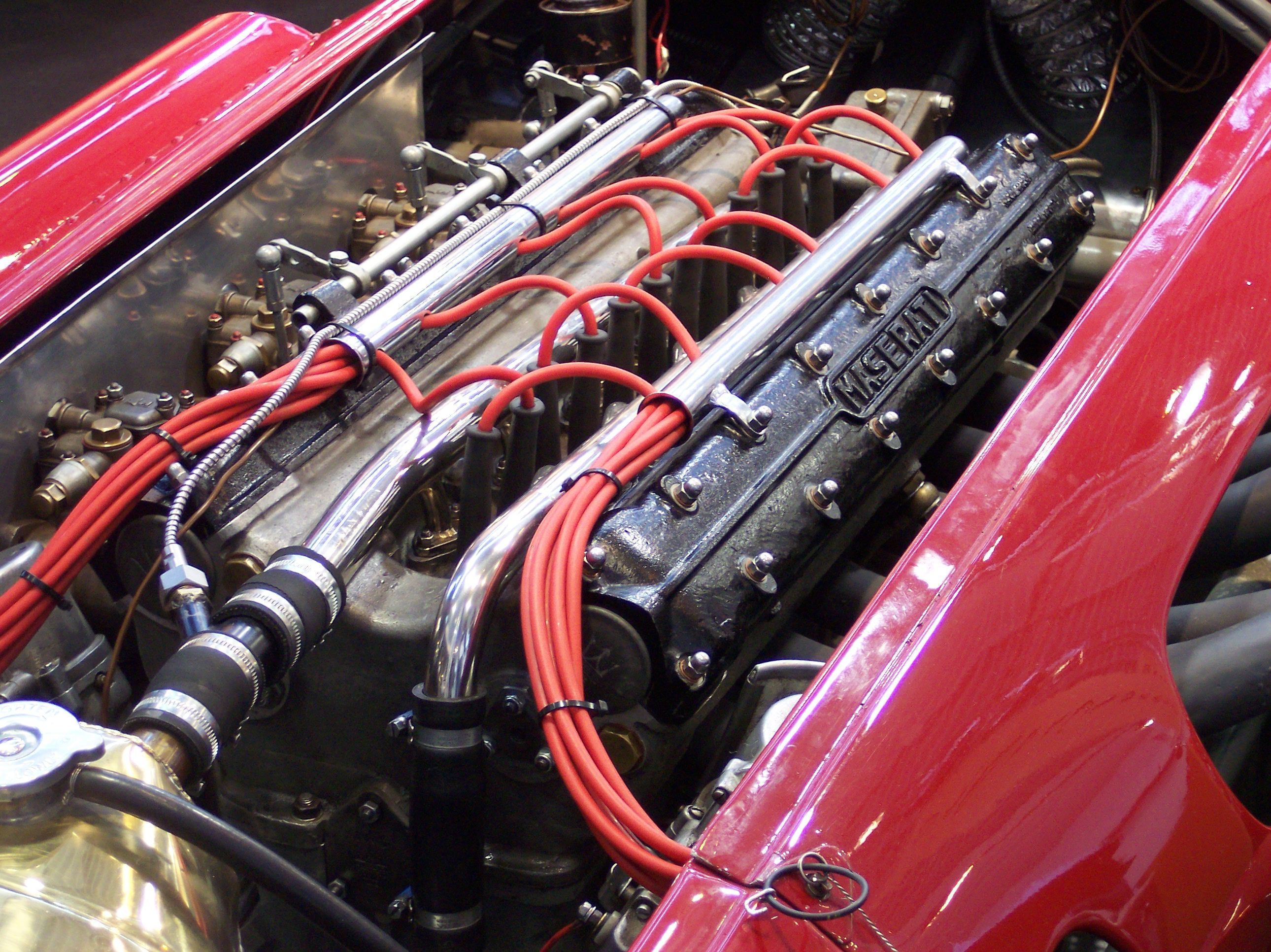
Le six cylindres de la Maserati 250F

L'usine a engagé quatre 250F pour Stirling Moss, Jean Behra et les pilotes locaux José Froilán González et Carlos Menditéguy. Elle apporte en outre son soutien aux voitures du pilote brésilien Chico Landi (Scuderia Guastalla) et de l'Italien Luigi Piotti. Gerino Gerini est inscrit comme pilote de réserve de la Scuderia Guastalla. Les 250F disposent d'un moteur six cylindres en ligne développant près de 270 chevaux à 7600 tr/min, pour un poids de l'ordre de 620 kg. La nouvelle BRM P25 n'étant pas au point, la British Racing Motors a mis à disposition de son premier pilote Mike Hawthorn la 250F de l'écurie, qu'elle a fait équiper de freins à disque Dunlop. Une huitième Maserati est présente : il s'agit d'un ancien modèle A6SSG engagée par le pilote uruguayen Alberto Uria, voiture qu'il partage avec son compatriote Óscar González.
- Gordini "Usine"

Amédée Gordini a engagé deux voitures (une ancienne T16 pour Robert Manzon et la nouvelle T32 à moteur huit cylindres pour Élie Bayol, mais la considérable quantité de travail consacrée à la cure d'amaigrissement de la nouvelle voiture ont finalement amené l'équipe à renoncer au déplacement en Argentine.

## Coureurs inscrits
| no | Pilote                | Écurie                    | Constructeur | Modèle                         | Moteur      | Pneumatiques |
| -- | --------------------- | ------------------------- | ------------ | ------------------------------ | ----------- | ------------ |
| 2  | Stirling Moss         | Officine Alfieri Maserati | Maserati     | Maserati 250F                  | Maserati L6 | P            |
| 4  | Jean Behra            | Officine Alfieri Maserati | Maserati     | Maserati 250F                  | Maserati L6 | P            |
| 6  | Carlos Menditéguy     | Officine Alfieri Maserati | Maserati     | Maserati 250F                  | Maserati L6 | P            |
| 8  | Luigi Piotti          | Privé                     | Maserati     | Maserati 250F                  | Maserati L6 | P            |
| 10 | Chico Landi           | Scuderia Guastalla        | Maserati     | Maserati 250F                  | Maserati L6 | P            |
| 12 | José Froilán González | Officine Alfieri Maserati | Maserati     | Maserati 250F                  | Maserati L6 | P            |
| 14 | Mike Hawthorn         | Owen Racing Organisation  | Maserati     | Maserati 250F                  | Maserati L6 | P            |
| 16 | Alberto Uria          | Privé                     | Maserati     | Maserati A6SSG                 | Maserati L6 | P            |
| 18 | Robert Manzon         | Équipe Gordini            | Gordini      | Gordini T16                    | Gordini L6  | E            |
| 20 | Élie Bayol            | Équipe Gordini            | Gordini      | Gordini T32                    | Gordini L8  | E            |
| 30 | Juan Manuel Fangio    | Scuderia Ferrari          | Ferrari      | Ferrari Lancia D50 'Argentina' | Ferrari V8  | E            |
| 32 | Eugenio Castellotti   | Scuderia Ferrari          | Ferrari      | Ferrari Lancia D50             | Ferrari V8  | E            |
| 34 | Luigi Musso           | Scuderia Ferrari          | Ferrari      | Ferrari Lancia D50 'Argentina' | Ferrari V8  | E            |
| 36 | Peter Collins         | Scuderia Ferrari          | Ferrari      | Ferrari 555                    | Ferrari L4  | E            |
| 38 | Olivier Gendebien     | Scuderia Ferrari          | Ferrari      | Ferrari 555                    | Ferrari V8  | E            |

## Qualifications
Les qualifications sont basées sur les temps de la dernière journée d'essais, le samedi, veille de la course. En raison de la chaleur ambiante, les pilotes attendent la fin d'après-midi pour réaliser leurs chronos. Juan Manuel Fangio est l'un des premiers à prendre la piste, au volant de la Ferrari Lancia à sorties d'échappement latérales. Il ne peut cependant accomplir que quelques tours avant de regagner son stand, bielle coulée. Il va alors emprunter la voiture de son coéquipier Luigi Musso, avant de récupérer la sienne en toute fin de séance, établissant le meilleur temps de la journée à plus de 137 km/h de moyenne. Le champion du monde a nettement dominé ses coéquipiers, Eugenio Castellotti (sur la version standard de la D50) et Musso étant relégués à plus de deux secondes. Chez Maserati, c'est Jean Behra qui s'est montré le plus rapide, son quatrième temps lui valant une place en première ligne au côté des trois Ferrari Lancia. Battu d'un dixième de seconde par son coéquipier, José Froilán González partira en seconde ligne, tout comme les deux autres Maserati de pointe pilotées par Carlos Menditéguy et Stirling Moss.

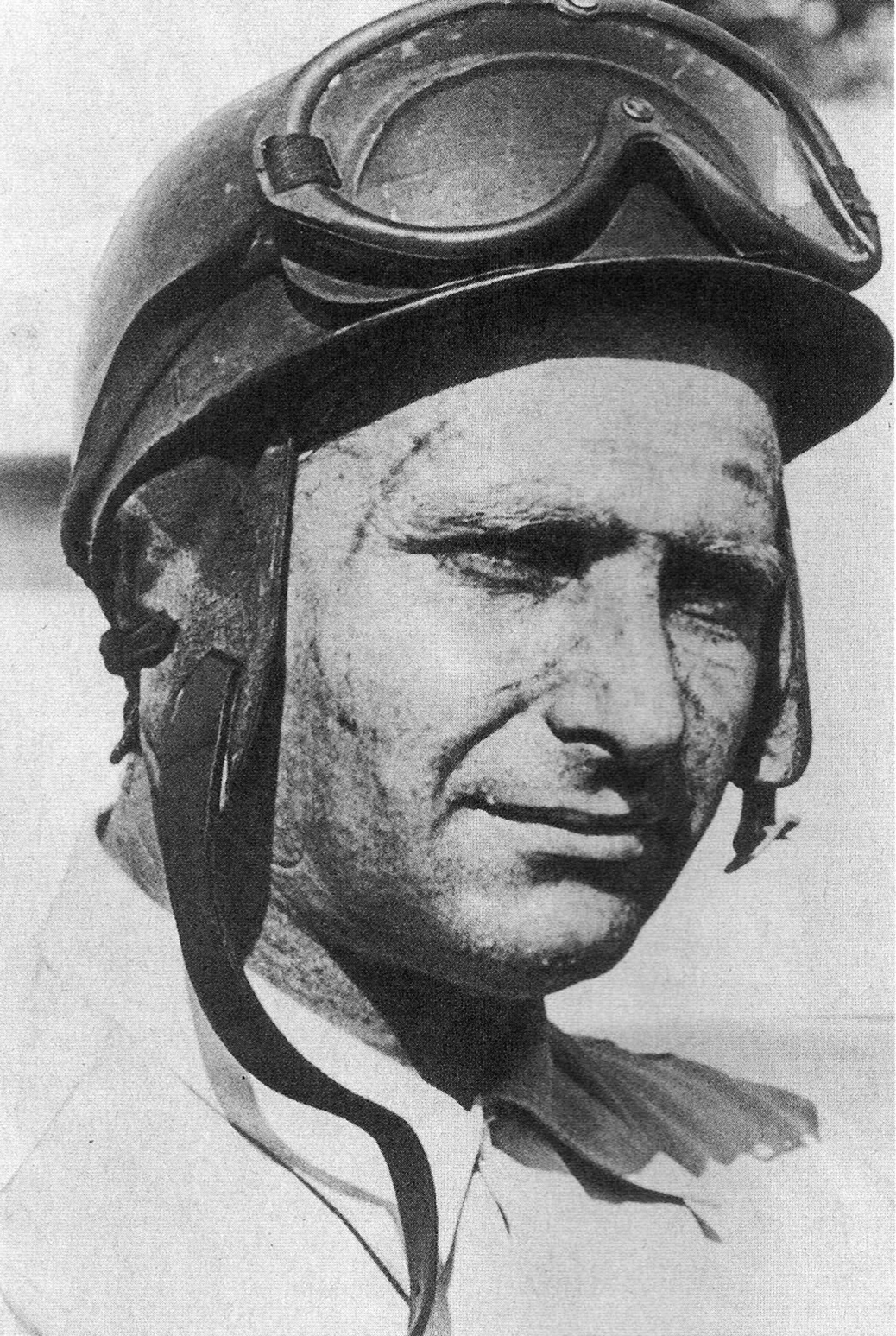
Le triple champion du monde Juan Manuel Fangio a une nouvelle fois démontré sa supériorité lors de la journée de qualification.

| Pos. | no | Pilote                | Écurie   | Temps        | Écart    |
| ---- | -- | --------------------- | -------- | ------------ | -------- |
| 1    | 30 | Juan Manuel Fangio    | Ferrari  | 1 min 42 s 5 | -        |
| 2    | 32 | Eugenio Castellotti   | Ferrari  | 1 min 44 s 7 | + 2 s 2  |
| 3    | 34 | Luigi Musso           | Ferrari  | 1 min 44 s 7 | + 2 s 2  |
| 4    | 4  | Jean Behra            | Maserati | 1 min 45 s 1 | + 2 s 6  |
| 5    | 12 | José Froilán González | Maserati | 1 min 45 s 2 | + 2 s 7  |
| 6    | 6  | Carlos Menditéguy     | Maserati | 1 min 45 s 6 | + 3 s 1  |
| 7    | 2  | Stirling Moss         | Maserati | 1 min 45 s 9 | + 3 s 4  |
| 8    | 14 | Mike Hawthorn         | Maserati | 1 min 47 s 4 | + 4 s 9  |
| 9    | 36 | Peter Collins         | Ferrari  | 1 min 47 s 7 | + 5 s 2  |
| 10   | 38 | Olivier Gendebien     | Ferrari  | 1 min 50 s 4 | + 7 s 9  |
| 11   | 10 | Chico Landi           | Maserati | 1 min 52 s 1 | + 9 s 6  |
| 12   | 8  | Luigi Piotti          | Maserati | 1 min 57 s 9 | + 15 s 4 |
| 13   | 16 | Alberto Uria          | Maserati | pas de temps | -        |

## Grille de départ du Grand Prix
| 1re ligne | Pos. 4                      |                            | Pos. 3                         |                                  | Pos. 2                           |                                | Pos. 1                         |
|           | Behra Maserati 1 min 45 s 1 |                            | Musso Ferrari 1 min 44 s 7     |                                  | Castellotti Ferrari 1 min 44 s 7 |                                | Fangio Ferrari 1 min 42 s 5    |
| 2e ligne  |                             | Pos. 7                     |                                | Pos. 6                           |                                  | Pos. 5                         |                                |
|           |                             | Moss Maserati 1 min 45 s 9 |                                | Menditeguy Maserati 1 min 45 s 6 |                                  | González Maserati 1 min 45 s 2 |                                |
| 3e ligne  | Pos. 11                     |                            | Pos. 10                        |                                  | Pos. 9                           |                                | Pos. 8                         |
|           | Landi Maserati 1 min 52 s 1 |                            | Gendebien Ferrari 1 min 50 s 4 |                                  | Collins Ferrari 1 min 47 s 7     |                                | Hawthorn Maserati 1 min 47 s 4 |
| 4e ligne  |                             |                            |                                | Pos. 13                          |                                  | Pos. 12                        |                                |
|           |                             |                            |                                | Uria Maserati pas de temps       |                                  | Piotti Maserati 1 min 57 s 9   |                                |

## Déroulement de la course
Le dimanche, malgré un temps couvert, la piste est sèche au moment du départ, à 16 h. Lors de la mise en place des monoplaces sur la grille de départ, la Maserati de Stirling Moss, poussée par les mécaniciens, a roulé sur le pied du pilote, mais le champion britannique, après avoir sautillé quelques instants, s'est installé au volant, refusant toute aide médicale ! Au baisser du drapeau, Luigi Musso (Ferrari) se montre le plus prompt et vire en tête au premier virage, suivi des Maserati de José Froilán González et Carlos Menditéguy. La Ferrari d'Eugenio Castellotti est dans leurs roues, alors que son coéquipier Juan Manuel Fangio, parti en pole position, semble être en difficulté et occupe la huitième place. Musso ne garde pas longtemps en tête, González et Menditéguy prenant bientôt l'avantage, repassant dans cet ordre à la fin du premier tour. Les deux Maserati précèdent alors les trois Ferrari de Musso, Castellotti et Fangio (qui a déjà regagné trois places) ; Moss et son coéquipier Jean Behra viennent ensuite, précédant la Maserati de l'équipe BRM, pilotée par Mike Hawthorn. Au passage suivant, Castellotti est troisième, ayant débordé Musso, tandis que Fangio, dont le moteur carbure mal, a perdu une place au profit de Moss. Au cours du quatrième tour, Menditéguy passe son coéquipier González et s’empare du commandement de la course. González se maintient quelques tours en seconde position, mais son moteur commence à avoir des problèmes de carburation, et le pilote argentin rétrograde bientôt au classement. Castellotti est désormais deuxième, suivi par Fangio qui s'est débarrassé de Moss et Musso. Au neuvième tour, Fangio déborde Castellotti, mais ses ennuis de carburation réapparaissent bientôt, obligeant le champion du monde à s'arrêter à son stand à la fin du onzième tour, laissant la seconde place à Moss. Il repart loin des premiers, avant de s'arrêter à nouveau à la fin du dix-septième tour, la pompe à essence ne fonctionnant toujours pas correctement. Le champion du monde effectue quelques boucles encore, avant d'abandonner sa voiture pour reprendre celle de son coéquipier Musso, alors en cinquième position derrière Menditéguy, Moss, Castellotti et Behra qui vient de le déborder. Le changement de pilote s'effectue très rapidement, et Fangio repart sur un rythme très élevé. Il dépasse bientôt Behra, mais peu après il effectue un tête-à-queue qui l'expédie sur le gazon. Fangio est poussé pour repartir, mais entre-temps Behra a récupéré sa quatrième place. González vient alors d'abandonner sur bris de soupape, et c'est désormais Hawthorn qui roule en sixième position, mais avec déjà un tour de retard sur Menditéguy. Ce dernier compte alors une dizaine de secondes d'avance sur son coéquipier Moss, et les Maserati paraissent contrôler la course.
Malgré son retard de près de deux minutes sur les hommes de tête, Fangio n'a cependant pas abdiqué : désormais au volant d'une monoplace qui tourne rond, il se montre nettement plus rapide que ses adversaires. Au trente-quatrième tour, il améliore le record de la piste, à plus de 132 km/h de moyenne, et regagne rapidement du terrain sur Behra. Au quarantième passage, il est dans ses roues (il lui a repris 27 secondes en dix tours !), et le déborde aussitôt. Castellotti venant d'abandonner sur panne mécanique, Fangio est désormais troisième, à plus d'une minute des deux Maserati de tête. Au quarante-troisième tour, Menditéguy effectue un tête-à-queue ; suspension avant endommagée, il doit abandonner, cédant la première place à Moss, dont le moteur commence à fumer de façon inquiétante. Fangio accélère encore ; au cinquantième tour, son retard sur l'homme de tête est de 48 secondes et il reste alors 48 tours à couvrir. Au cinquante-deuxième tour, Fangio améliore encore le record de la piste, à près de 134 km/h de moyenne. L'écart se réduit, Moss a cependant suffisamment d'avance pour se permettre un passage éclair au stand afin de faire colmater une fuite d'huile au carter, à la fin du cinquante-septième tour. Il reprend la piste en tête, mais Fangio l'a maintenant en ligne de mire et revient rapidement dans ses roues. Moss résiste aux attaques de Fangio et conserve l'avantage quelque temps encore, mais au soixante-septième tour le champion du monde parvient à prendre l'avantage sous les acclamations de la foule. Il creuse rapidement l'écart, d'autant que le moteur de Moss commence à faiblir, le champion britannique se faisant rapidement remonter par son coéquipier Behra, qui le passe au soixante-treizième tour. Dès lors, la course est jouée. Malgré un tête-à-queue à vingt tours de la fin qui lui fait perdre une dizaine de secondes, Fangio termine avec une avance confortable sur Behra et remporte son Grand Prix national pour la troisième fois consécutive. Moss n'a pu aller au terme de l'épreuve, piston crevé, et c'est finalement Hawthorn qui termine à la troisième place, à deux tours du vainqueur. Seules trois autres voitures rallient l'arrivée, très loin des premiers. Peter Collins, qui pouvait briguer la quatrième place au volant de sa Ferrari Supersqualo, a dû renoncer en fin d'épreuve : bouchonné durant plusieurs tours par la Maserati de Luigi Piotti, très attardée, il n'a pu éviter la collision lorsque le pilote italien a soudain brutalement freiné pour le laisser passer, entraînant l'abandon des deux voitures !

### Classements intermédiaires
Classements intermédiaires des monoplaces aux premier, cinquième, dixième, vingtième, trentième, quarantième, cinquantième, soixantième, soixante-dixième et quatre-vingtième tours.

### Classement de la course

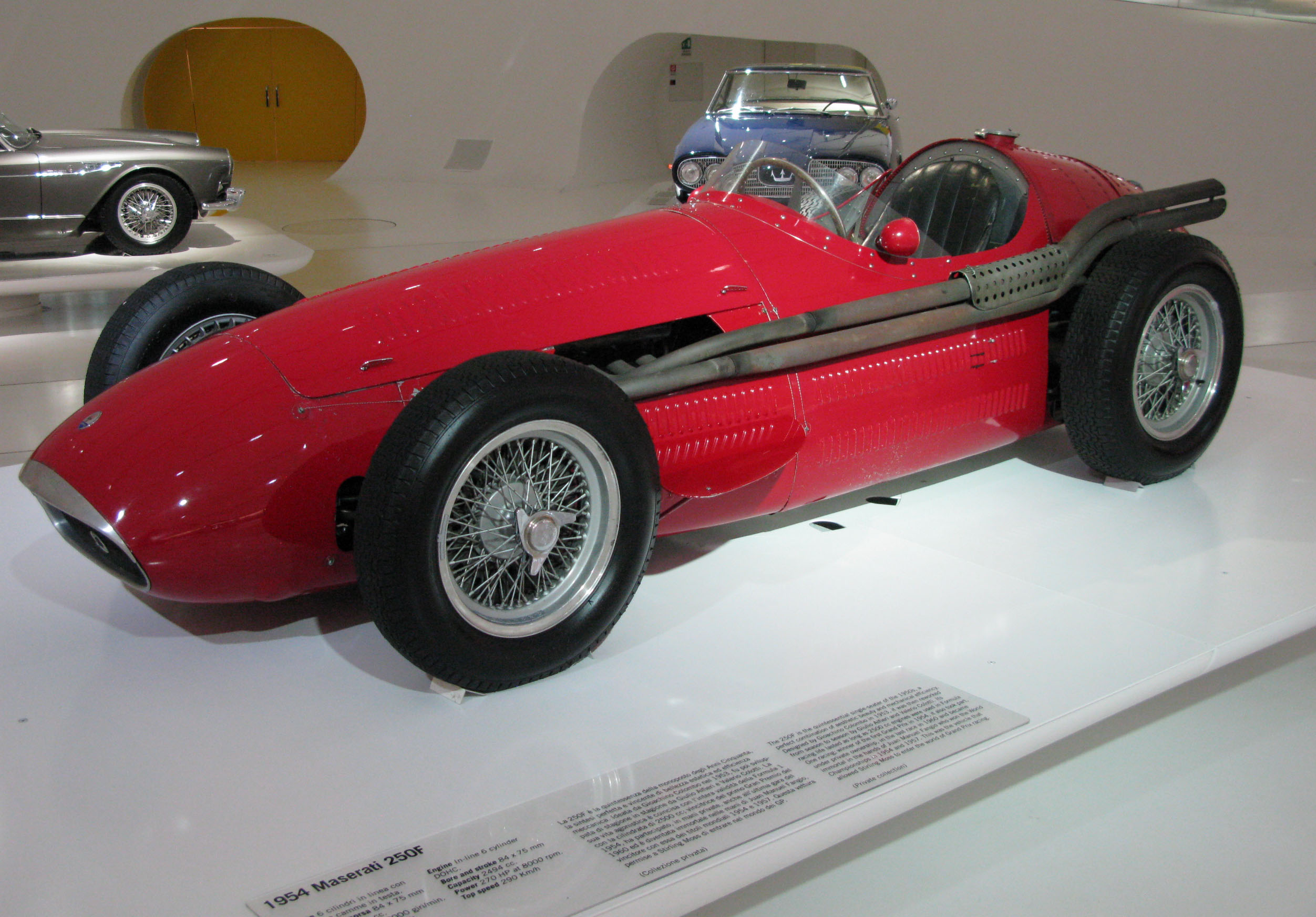
Derrière la Ferrari victorieuse, les Maserati 250F réalisent un tir groupé en prenant les deuxième, troisième et quatrième places.

| Pos  | No | Pilote                         | Voiture  | Tours | Temps/Abandon                  | Grille | Points |
| ---- | -- | ------------------------------ | -------- | ----- | ------------------------------ | ------ | ------ |
| 1    | 34 | Luigi Musso Juan Manuel Fangio | Ferrari  | 98    | 3 h 00 min 03 s 7              | 3      | 4 5    |
| 2    | 4  | Jean Behra                     | Maserati | 98    | 3 h 00 min 28 s 1 (+ 24 s 4)   | 4      | 6      |
| 3    | 14 | Mike Hawthorn                  | Maserati | 96    | 3 h 01 min 26 s 2 (+ 2 tours)  | 8      | 4      |
| 4    | 10 | Chico Landi Gerino Gerini      | Maserati | 92    | 3 h 01 min 43 s 6 (+ 6 tours)  | 11     | 1,5    |
| 5    | 38 | Olivier Gendebien              | Ferrari  | 91    | 3 h 02 min 32 s 5 (+ 7 tours)  | 10     | 2      |
| 6    | 16 | Alberto Uria Óscar González    | Maserati | 88    | 3 h 01 min 27 s 4 (+ 10 tours) | 13     |        |
| Abd. | 2  | Stirling Moss                  | Maserati | 81    | Moteur                         | 7      |        |
| Abd. | 36 | Peter Collins                  | Ferrari  | 58    | Accident                       | 9      |        |
| Abd. | 8  | Luigi Piotti                   | Maserati | 57    | Accident                       | 12     |        |
| Abd. | 6  | Carlos Menditéguy              | Maserati | 42    | Transmission                   | 6      |        |
| Abd. | 32 | Eugenio Castellotti            | Ferrari  | 40    | Boîte de vitesses              | 2      |        |
| Abd. | 12 | José Froilán González          | Maserati | 24    | Moteur                         | 5      |        |
| Abd. | 30 | Juan Manuel Fangio             | Ferrari  | 22    | Pompe à essence                | 1      |        |

Légende:
- Abd.= Abandon

### Pole position et record du tour
- Pole position :  Juan Manuel Fangio en 1 min 42 s 5 (vitesse moyenne : 137,397 km/h). Temps réalisé le samedi 21 janvier (seule journée comptant pour les qualifications[8]).
- Meilleur tour en course :  Juan Manuel Fangio en 1 min 45 s 3 (vitesse moyenne : 133,744 km/h) au cinquante-deuxième tour[4].

### Tours en tête
- José Froilán González : 3 tours (1-3)
- Carlos Menditéguy : 39 tours (4-42)
- Stirling Moss : 24 tours (43-66)
- Juan Manuel Fangio : 32 tours (67-98)

## Classement général à l'issue de la course
- attribution des points : 8, 6, 4, 3, 2 respectivement aux cinq premiers de chaque épreuve et 1 point supplémentaire pour le pilote ayant accompli le meilleur tour en course (signalé par un astérisque)
- Le règlement permet aux pilotes de se relayer sur une même voiture, les points éventuellement acquis étant alors partagés. En Argentine, Musso et Fangio marquent chacun quatre points pour leur victoire, Landi et Gerini marquent chacun un point et demi pour leur quatrième place.

| Pos. | Pilote             | Écurie   | Points | ARG | MON | 500 | BEL | FRA | GBR | ALL | ITA |
| ---- | ------------------ | -------- | ------ | --- | --- | --- | --- | --- | --- | --- | --- |
| 1    | Jean Behra         | Maserati | 6      | 6   |     |     |     |     |     |     |     |
| 2    | Juan Manuel Fangio | Ferrari  | 5      | 5*  |     |     |     |     |     |     |     |
| 3    | Luigi Musso        | Ferrari  | 4      | 4   |     |     |     |     |     |     |     |
|      | Mike Hawthorn      | Maserati | 4      | 4   |     |     |     |     |     |     |     |
| 5    | Olivier Gendebien  | Ferrari  | 2      | 2   |     |     |     |     |     |     |     |
| 6    | Chico Landi        | Maserati | 1,5    | 1,5 |     |     |     |     |     |     |     |
|      | Gerino Gerini      | Maserati | 1,5    | 1,5 |     |     |     |     |     |     |     |

## À noter
- 1re victoire en championnat du monde pour Luigi Musso ; le pilote italien avait déjà remporté un Grand Prix de Formule 1, en 1954[10] ; il s'agit donc de sa deuxième victoire en F1.
- 18e victoire en championnat du monde pour Juan Manuel Fangio.
- 6e hat trick en championnat du monde pour Juan Manuel Fangio.
- 21e victoire en championnat du monde pour Ferrari en tant que constructeur.
- 21e victoire en championnat du monde pour Ferrari en tant que motoriste.
- 1ers points en championnat du monde pour Olivier Gendebien, Gerino Gerini et Chico Landi.
- 6e et dernier Grand Prix de championnat du monde pour Chico Landi qui marque à cette occasion ses seuls points au championnat du monde
- 2e et dernier Grand Prix de championnat du monde pour Alberto Uria.

- Voitures copilotées :
  - n° 34 : Luigi Musso (24 tours) et Juan Manuel Fangio (74 tours). Ils se partagent les 8 points de la 1re place.
  - n° 10 : Chico Landi (46 tours) et Gerino Gerini (46 tours). Ils se partagent les 3 points de la 4e place.
  - n° 16 : Alberto Uria (44 tours) et Oscar Gonzalez (44 tours).